# NASDAQ MarketSite
 (août 2025).
Si vous disposez d'ouvrages ou d'articles de référence ou si vous connaissez des sites web de qualité traitant du thème abordé ici, merci de compléter l'article en donnant les références utiles à sa vérifiabilité et en les liant à la section « Notes et références ».

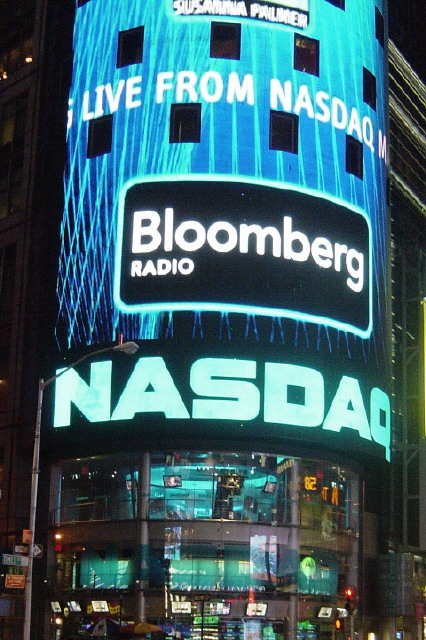
Le MarketSite situé à Times Square, de nuit.

Le NASDAQ MarketSite est le centre concret de la Bourse du NASDAQ, basée à New York. Il est situé dans le quartier de Times Square, à Manhattan, au coin nord-ouest des premiers étages du Condé Nast Building. Le mur extérieur de la tour cylindrique de sept étages est constitué d'un écran vidéo géant qui affiche les cours des actions, les informations financières, ainsi que des publicités.
Le rez-de-chaussée du bâtiment, cerné de verre, renferme un studio de télévision. Un mur de rétro projection large de 17 mètres et haut de 4 mètres affiche en temps réel l'évolution du marché, et permet aux reporters des chaînes MSNBC, CNBC, Fox News Channel, Bloomberg TV, BBC, et d'autres réseaux de télévision d'avoir un décor pour leurs reportages. Le magazine hebdomadaire d'information de BusinessWeek est également réalisé au MarketSite.